# Hasse Hedström
Hasse Hedström är en svensk journalist, fotograf och författare och chefredaktör för branschtidningen Tid & Smycken.
Har bland annat varit chefredaktör för Specialpedagogik, Slöjdforum och Svensk Tapetserartidning.. 